# Diego Alonso
Pour les articles homonymes, voir Alonso.
Diego Martín Alonso López, dit  Diego Alonso, né le 16 avril 1975 à Montevideo, est un footballeur international uruguayen devenu entraîneur. Il est le cousin d'Iván Alonso, footballeur entre 1998 et 2017, et de  Matías Alonso (en), également footballeur depuis 2003.

## Biographie

### Carrière de joueur

#### Carrière en club
Diego Alonso intègre l'équipe des jeunes du CA Bella Vista en 1992. Il fait ses débuts professionnel en Segunda División en 1997 sous les ordres de Julio Ribas. Lors de la Copa Libertadores 1999, il inscrit un triplé face aux Estudiantes de Mérida. Il a inscrit cinq buts en dix matchs, le Bella Vista est éliminé en quarts de finale par le Deportivo Cali.
En juillet 1999, il rejoint la Gimnasia y Esgrima La Plata. La saison suivante, il rejoint le Valence CF, évoluant en Primera División. Engagé pour neuf millions de dollars. Le 9 septembre 2000, il fait ses débuts en Primera División lors d'une défaite 2-1 contre le Real Madrid. Le 12 novembre, il inscrit son premier but en Primera División contre le Rayo Vallecano, lors d'un match nul de 2-2. Vers le milieu de la saison, il commence à perdre du temps de jeu au profit de John Carew. Il a inscrit six buts en 12 rencontres de la Ligue des champions de l'UEFA, dont deux doublé contre le Tirol Innsbruck et le Sturm Graz. Valence s'incline en finale face au Bayern Munich. 
En juillet 2001, il est prêté à l'Atlético de Madrid qui évolue en Segunda División. Il remporte la deuxième division espagnole et termine meilleur buteur avec 22 buts inscrits. La saison suivante, il rejoint le Racing Santander puis à Málaga CF. En 2004, il rejoint les Pumas UNAM, où il remporte le tournoi d'ouverture. Un an plus tard, il retourne en Espagne, et rejoint le Real Murcie, évoluant en Segunda División.
En juillet 2006, il retourne en Uruguay, et rejoint le Club Nacional. Il a inscrit deux buts en six rencontres en Copa Sudamericana. En juillet 2007, il rejoint le club chinois de Shanghai Shenhua. Il a inscrit 7 buts en 13 rencontres de championnat. Après l'expérience asiatique, il fait son retour au Gimnasia y Esgrima La Plata. En août 2009, il rejoint le CA Peñarol, où il retrouve son ancien entraîneur Julio Ribas. Un an plus tard, il remporte son seul titre de champion d'Uruguay. Puis, en 2011, il a disputé la Copa Libertadores, atteignant la finale qu'il a perdu contre Santos FC. Le 24 juin 2011, il annonce qu'il met un terme à sa carrière de joueur pour devenir entraîneur.

#### Carrière internationale
Le 17 juin 1999, Diego Alonso honore sa première sélection avec l'Uruguay contre le Paraguay en amical. Lors de ce match, il entre à la 55e minute de la rencontre, à la place de Gabriel Álvez. La rencontre se solde par une victoire de 3-2 des Uruguayens. Il participe à sa unique Copa América en juillet 1999. Lors de cette compétition, il joue deux rencontres. L'Uruguay perd la finale face au Brésil (défaite 3-0).
Il joue son dernier match avec l'Uruguay le 14 novembre 2001, contre l'Argentine lors des éliminatoires de la Coupe du monde de 2002 (match nul de 1-1). Malgré sa bonne saison avec l'Atlético, il n'a pas été sélectionné pour la Coupe du monde de 2002 et a ensuite critiqué le sélectionneur Víctor Púa.
Diego Alonso compte huit sélections avec l'équipe d'Uruguay entre 1999 et 2001.

### Carrière d'entraîneur
Le 13 septembre 2011, il est nommé entraîneur du CA Bella Vista, après la démission de Pablo Alonso, et a réussi à sauver l'équipe d'une relégation en deuxième division. La saison suivante, il rejoint le Club Guaraní.
Après un an au Paraguay, il retourne en Uruguay pour diriger le CA Peñarol. Mais le 5 octobre 2013, il est licencié en raison des mauvais résultats obtenus, après seulement huit rencontres disputées. Il est remplacé par Jorge Gonçalves.
Le 10 mars 2014, il rejoint le Club Olimpia, mais le 5 octobre, il est licencié à la suite de sa septième défaite en championnat face au 3 de Febrero.
Le 4 décembre 2014, il est nommé entraîneur du CF Pachuca. Le 29 mai 2016, il remporte le tournoi de clôture du championnat du Mexique face au CF Monterrey,. Puis, la saison suivante, il remporte la Ligue des champions de la CONCACAF face aux Tigres UANL, obtenant la qualification pour la Coupe du monde des clubs de la FIFA où il remporte la troisième place contre Al-Jazira Club.
Le 2 juin 2018, il rejoint le CF Monterrey. Il remporte sa deuxième Ligue des champions de la CONCACAF face aux Tigres UANL. Il est devenu le premier entraîneur à remporter la compétition avec deux clubs différents. Le 30 septembre 2019, il est licencié par le club à la suite de la défaite lors du clásico Regiomontano.
Alonso retrouve un poste d'entraîneur le 30 décembre 2019 quand il rejoint l'Inter Miami pour la saison inaugurale du club en MLS. Après des débuts difficiles où son équipe commence par cinq défaites, il obtient des meilleurs résultats mais échoue à se qualifier pour les séries éliminatoires, il est alors démis de ses fonctions le 7 janvier 2021.
Le 15 décembre 2021, il est nommé sélectionneur de l'Équipe d'Uruguay de football a la place de Oscar Tabárez licencié quelques jours plus tôt. Il démissionne de son poste après la Coupe du monde 2022.
Le 10 octobre 2023, il est nommé entraineur du Séville FC. Le 16 décembre, à l'issue d'une défaite en Liga contre le Getafe CF (0-3), il est limogé. Durant son mandat, le Séville FC ne remporte aucun des huit matchs de championnat auxquels il participe et aucune des quatre rencontres de phase de groupe de Ligue des champions qui se solde pour Séville par une dernière place et une élimination de l'ensemble des coupes d'Europe pour la saison.

## Statistiques

### Statistiques de joueur
| Saison                | Club                   | Championnat           | Championnat | Championnat | Coupe(s) nationale(s) | Coupe(s) nationale(s) | Supercoupe | Supercoupe | Compétition(s) continentale(s) | Compétition(s) continentale(s) | Compétition(s) continentale(s) | Séries | Séries | Uruguay | Uruguay | Total | Total |
| Saison                | Club                   | Division              | M.          | B.          | M.                    | B.                    | M.         | B.         | Comp.                          | M.                             | B.                             | M.     | B.     | M.      | B.      | M.    | B.    |
| 1997                  | Bella Vista            | Segunda División      | -           | -           | -                     | -                     | -          | -          | -                              | -                              | -                              | -      | -      | -       | -       | 0     | 0     |
| 1998                  | Bella Vista            | Primera División      | 24          | 12          | -                     | -                     | -          | -          | -                              | -                              | -                              | -      | -      | -       | -       | 24    | 12    |
| 1999                  | Bella Vista            | Primera División      | 14          | 7           | -                     | -                     | -          | -          | CL                             | 10                             | 5                              | -      | -      | 1       | 0       | 25    | 12    |
| 1999-2000             | Gimnasia La Plata      | Primera División      | 32          | 17          | -                     | -                     | -          | -          | -                              | -                              | -                              | -      | -      | 5       | 0       | 37    | 17    |
| 2000-2001             | Valence CF             | Primera División      | 20          | 2           | 1                     | 0                     | -          | -          | C1                             | 12                             | 6                              | -      | -      | 1       | 0       | 34    | 8     |
| 2001-2002             | Atlético Madrid (prêt) | Segunda División      | 38          | 22          | 1                     | 0                     | -          | -          | -                              | -                              | -                              | -      | -      | 1       | 0       | 40    | 22    |
| 2002-2003             | Racing Santander       | Primera División      | 23          | 1           | 1                     | 0                     | -          | -          | -                              | -                              | -                              | -      | -      | -       | -       | 24    | 1     |
| 2003-2004             | Málaga CF              | Primera División      | 23          | 6           | 4                     | 0                     | -          | -          | -                              | -                              | -                              | -      | -      | -       | -       | 27    | 6     |
| 2004-2005             | Pumas UNAM             | Primera División      | 27          | 12          | -                     | -                     | 2          | 1          | CCC                            | 4                              | 1                              | 5      | 2      | -       | -       | 38    | 16    |
| 2005-2006             | Real Murcie            | Segunda División      | 25          | 2           | 2                     | 0                     | -          | -          | -                              | -                              | -                              | -      | -      | -       | -       | 27    | 2     |
| 2006                  | Nacional               | Primera División      | 7           | 3           | -                     | -                     | -          | -          | CS                             | 6                              | 2                              | -      | -      | -       | -       | 13    | 5     |
| 2007                  | Shanghai Shenhua       | Chinese Super League  | 13          | 7           | -                     | -                     | -          | -          | LCA+A3                         | 4+3                            | 3+2                            | -      | -      | -       | -       | 20    | 12    |
| 2008                  | Gimnasia La Plata      | Primera División      | 14          | 3           | -                     | -                     | -          | -          | -                              | -                              | -                              | -      | -      | -       | -       | 14    | 3     |
| 2008-2009             | Gimnasia La Plata      | Primera División      | 22          | 2           | -                     | -                     | -          | -          | -                              | -                              | -                              | 2      | 1      | -       | -       | 24    | 3     |
| 2009-2010             | Peñarol                | Primera División      | 23          | 6           | -                     | -                     | -          | -          | -                              | -                              | -                              | 3      | 0      | -       | -       | 26    | 6     |
| 2010-2011             | Peñarol                | Primera División      | 21          | 11          | -                     | -                     | -          | -          | CS+CL                          | 3+7                            | 0                              | -      | -      | -       | -       | 31    | 11    |
| Total sur la carrière | Total sur la carrière  | Total sur la carrière | 326         | 113         | 9                     | 0                     | 2          | 1          | -                              | 49                             | 19                             | 10     | 3      | 8       | 0       | 404   | 136   |

### Statistiques d'entraîneur
| CA Bella Vista | 13 septembre 2011 | 2 juillet 2012    | 25  | 9   | 3  | 13  | 27  | 34  | -7   | 36,00 |
| Club Guaraní   | 2 juillet 2012    | 19 juin 2013      | 44  | 24  | 12 | 8   | 59  | 38  | +21  | 54,55 |
| CA Peñarol     | 20 juin 2013      | 7 octobre 2013    | 8   | 1   | 3  | 4   | 10  | 15  | -5   | 12,50 |
| Club Olimpia   | 10 mars 2014      | 5 octobre 2014    | 30  | 14  | 9  | 7   | 53  | 29  | +14  | 46,67 |
| CF Pachuca     | 4 décembre 2014   | 10 mai 2018       | 172 | 74  | 45 | 53  | 289 | 216 | +73  | 43,02 |
| CF Monterrey   | 2 juin 2018       | 30 septembre 2019 | 72  | 39  | 13 | 20  | 118 | 80  | +38  | 54,17 |
| Inter Miami    | 30 décembre 2019  | 7 janvier 2021    | 24  | 7   | 3  | 14  | 23  | 34  | -11  | 29,17 |
| Total          | Total             | Total             | 375 | 168 | 88 | 119 | 579 | 446 | +133 | 44,80 |

## Palmarès

### Palmarès de joueur
- Avec le  CA Bella Vista
  - Champion d'Uruguay de D2 en 1997

- Avec l'  Atlético de Madrid
  - Champion d'Espagne de D2 en 2002
  - Meilleur buteur de la Segunda División en 2002 (22 buts)

- Avec les  Pumas UNAM
  - Champion du Mexique en 2004 (Apertura)
  - Vainqueur de la supercoupe du Mexique en 2004[40]

- Avec le  Shanghai Shenhua
  - Vainqueur de la coupe des champions de l'A3 en 2007

- Avec le  CA Peñarol
  - Champion d'Uruguay en 2010
  - Finaliste de la Copa Libertadores en 2011

- Avec l'  équipe d'Uruguay
  - Finaliste de la Copa América en 1999

### Palmarès d'entraîneur
- Avec le  CF Pachuca
  - Champion du Mexique en 2016 (Clausura)
  - Vainqueur de la Ligue des champions de la CONCACAF en 2017
  - Troisième de la Coupe du monde des clubs de la FIFA en 2017

- Avec le  CF Monterrey
  - Vainqueur de la Ligue des champions de la CONCACAF en 2019